# Mortierella tuberosa
Mortierella tuberosa är en svampart som beskrevs av Tiegh. 1875. Mortierella tuberosa ingår i släktet Mortierella och familjen Mortierellaceae.   Inga underarter finns listade i Catalogue of Life.